# Дим (пещера)

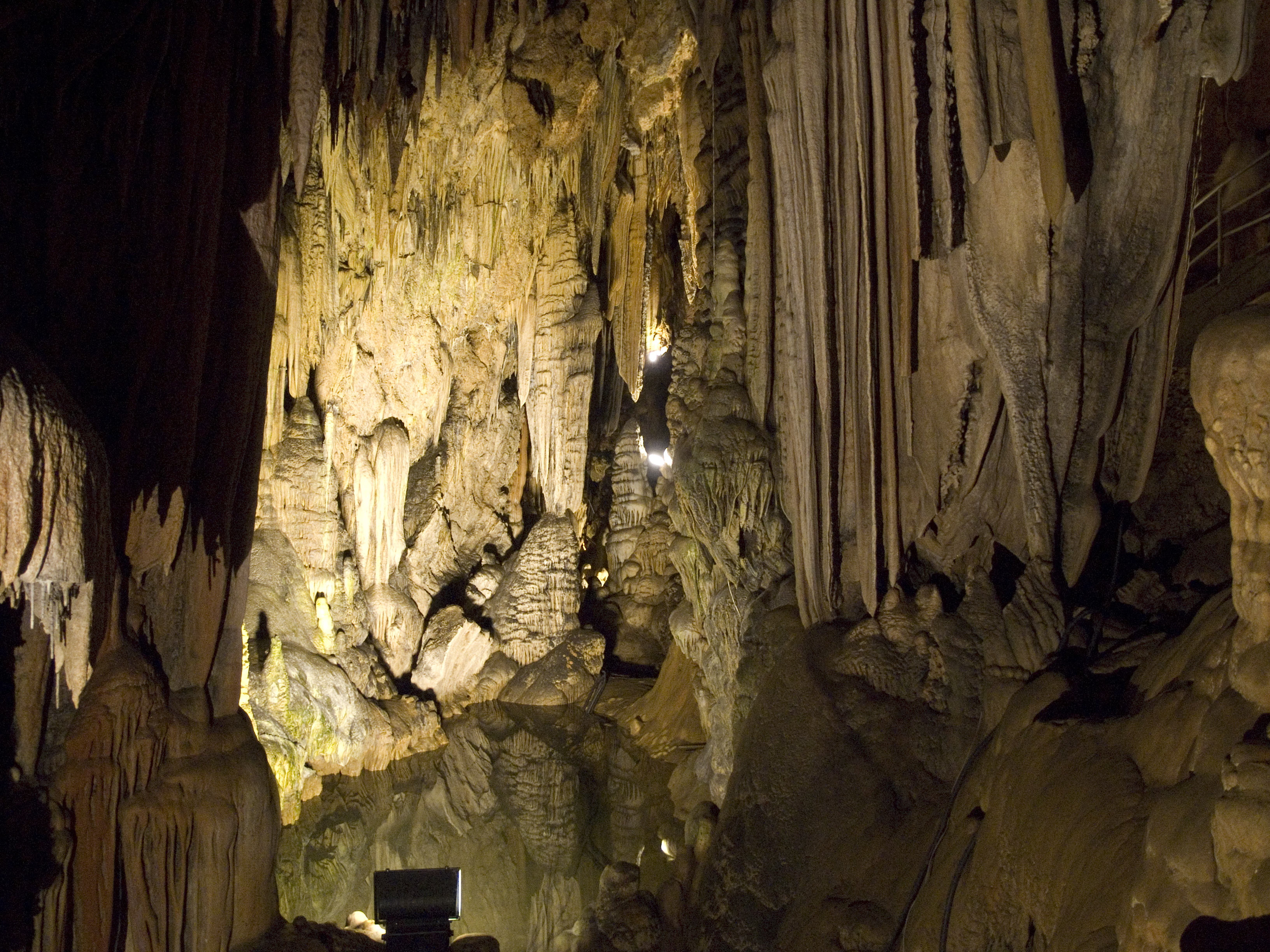

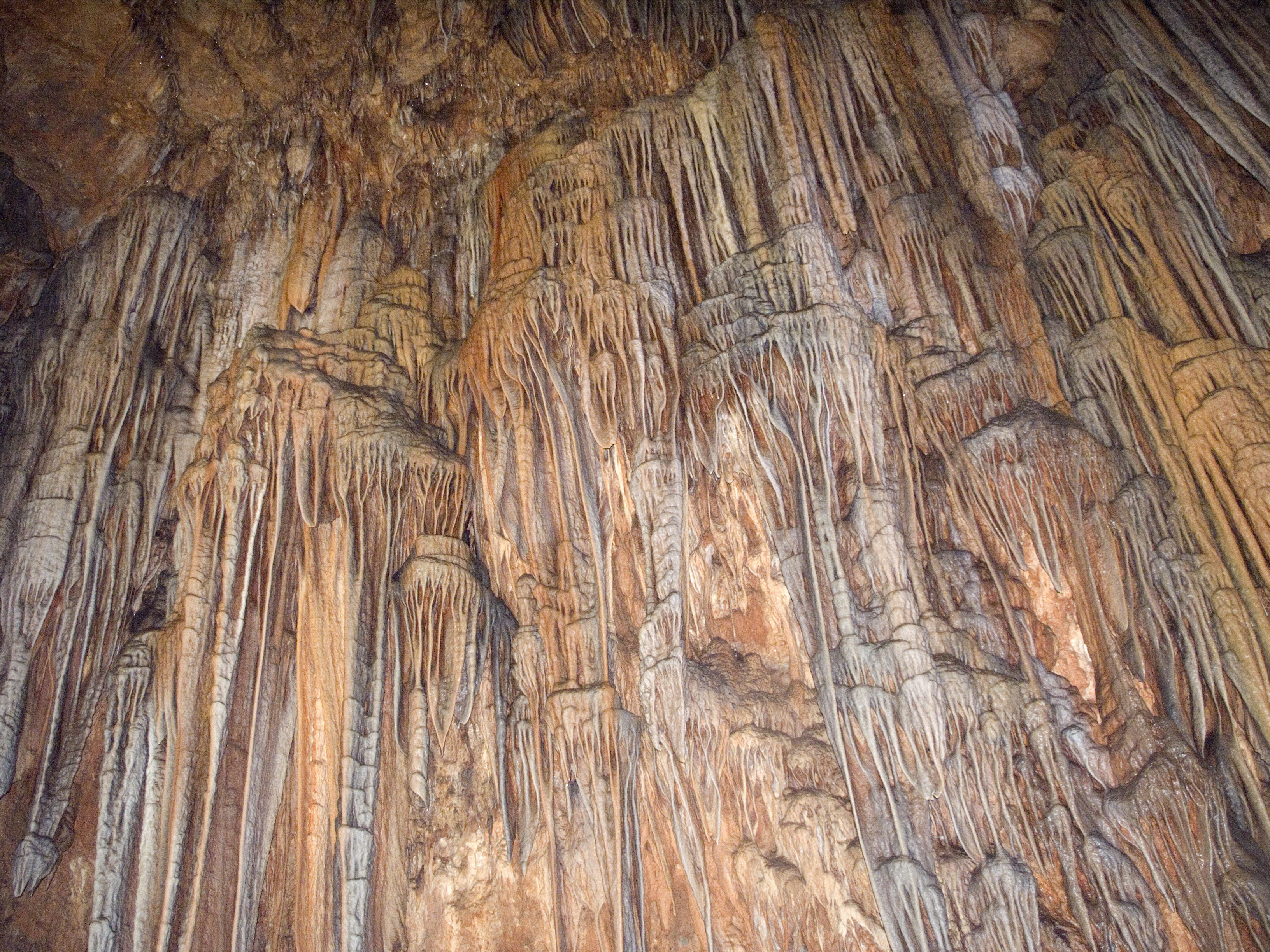

Пещера Дим (тур. Dim Mağarası) — вертикальная пещера, находящаяся на горе Джеби-Рейс (1649 м над уровнем моря) (горный массив — Западный Тавр) в 12 км к северо-востоку от города Аланья (ил Анталья, Турция). Пещера, являющаяся второй по длине в Турции, служит одной из главных туристических достопримечательностей Антальи. Пещера была открыта спелеологами в 1986 году, с 1999 года пещера открыта для доступа посетителей.
Пещера расположена среди сосновых лесов над ущельем реки Дим-Чай. К пещере ведёт асфальтированное шоссе, у входа в пещеру оборудована автостоянка. Добраться до пещеры достаточно сложно, так как дорога узкая.
Длина пещеры составляет 410 м. Пещера по всей своей длине оборудована для посещения. Влево от входа в пещеру идёт вертикальный участок длиной 360 м, который заканчивается большим залом площадью 200 м² с небольшим озерцом. Вправо от входа идёт небольшой горизонтальный участок длиной 50 м.
Пещера характеризуется постоянной температурой в течение года, которая составляет 18-19 °C, влажность воздуха — около 90 %.